# Barry White Sings for Someone You Love
Barry White Sings for Someone You Love è il settimo album del cantante statunitense Barry White, pubblicato nel 1977 dalla 20th Century Records.

## Storia
L'album raggiunse la vetta della classifica R&B, il primo a riuscirci dopo il 1975. Ottenne anche il #8 della Billboard 200, il secondo album di White a raggiungere la top ten. L'album fu un successo, e raggiunse la top ten R&B con due singoli, It's Ecstasy When You Lay Down Next to Me, che raggiunse il #1, e Playing Your Game, Baby. It's Ecstasy When You Lay Down Next to Me fu anche una hit della Billboard Hot 100, riuscendo a ottenere il #4. Un terzo singolo, Oh What a Night for Dancing raggiunse il #13 della classifica R&B e il #24 della classifica Pop. L'album è stato rimasterizzato in digitale e ristampato su CD con l'aggiunta di alcune bonus tracks nel 1996 dalla Island/Mercury Records.

## Tracce
1. Playing Your Game, Baby – 7:13 (testo: Hudman, Johnson)
2. It's Ecstasy When You Lay Down Next to Me – 6:57 (testo: Pigford, Paris)
3. You're So Good You're Bad – 6:03 (testo: Schroeder, Ragovoy)
4. Never Thought I'd Fall in Love With You – 4:48 (testo: Coleman)
5. You Turned My Whole World Around – 7:47 (testo: Pearson, Wilson)
6. Oh, What a Night for Dancing – 3:55 (testo: White, Wilson)
7. Of All the Guys in the World – 4:00 (testo: Pearson, White)

## Classifiche
Album
| Anno | Album                                  | Posizione | Posizione |
| Anno | Album                                  | US        | US R&B    |
| ---- | -------------------------------------- | --------- | --------- |
| 1977 | Barry White Sings for Someone You Love | 8         | 1         |

Singoli
| Anno | Singolo                                   | Posizione | Posizione | Posizione | Posizione |
| Anno | Singolo                                   | US        | US R&B    | US Dance  | UK        |
| ---- | ----------------------------------------- | --------- | --------- | --------- | --------- |
| 1977 | It's Ecstasy When You Lay Down Next to Me | 4         | 1         | 5         | 40        |
| 1977 | Playing Your Game, Baby                   | 101       | 8         | —         | —         |
| 1978 | Oh What a Night for Dancing               | 24        | 13        | —         | —         |